# آرایش صورت

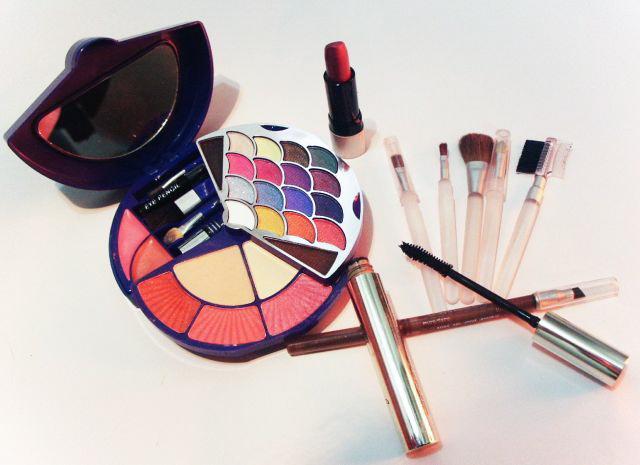
شماری از ابزار آرایشی

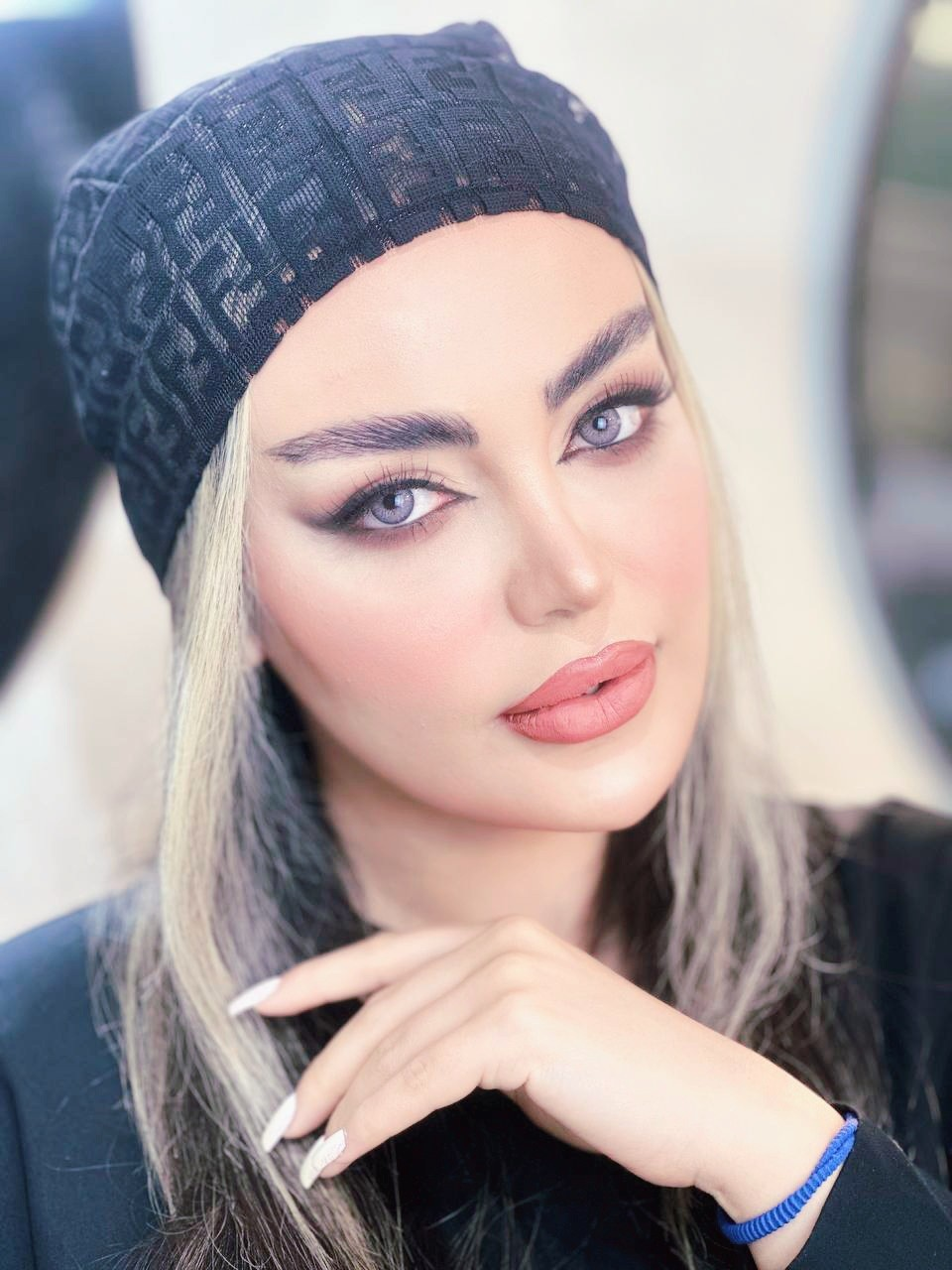
یک آرایش چهره زنانه

آرایش صورت (یا کازمتیکز یا میک‌آپ) به طرح رنگی و شستشوپذیر پوست و مو، معمولاً روی صورت اشاره دارد. رنگ طبیعی پوست و مو را می‌توان به‌طور موقت رنگ آمیزی یا رنگی، برجسته، کمرنگ و/یا رنگی کرد. اشکال وابسته با طراحی پوست رنگی، آرایش دائمی و خالکوبی است که در آن طرح رنگ دائمی است: رنگ به پوست یا زیر اپیدرم تزریق یا خراشیده می‌شود.

## تاریخ آرایش صورت

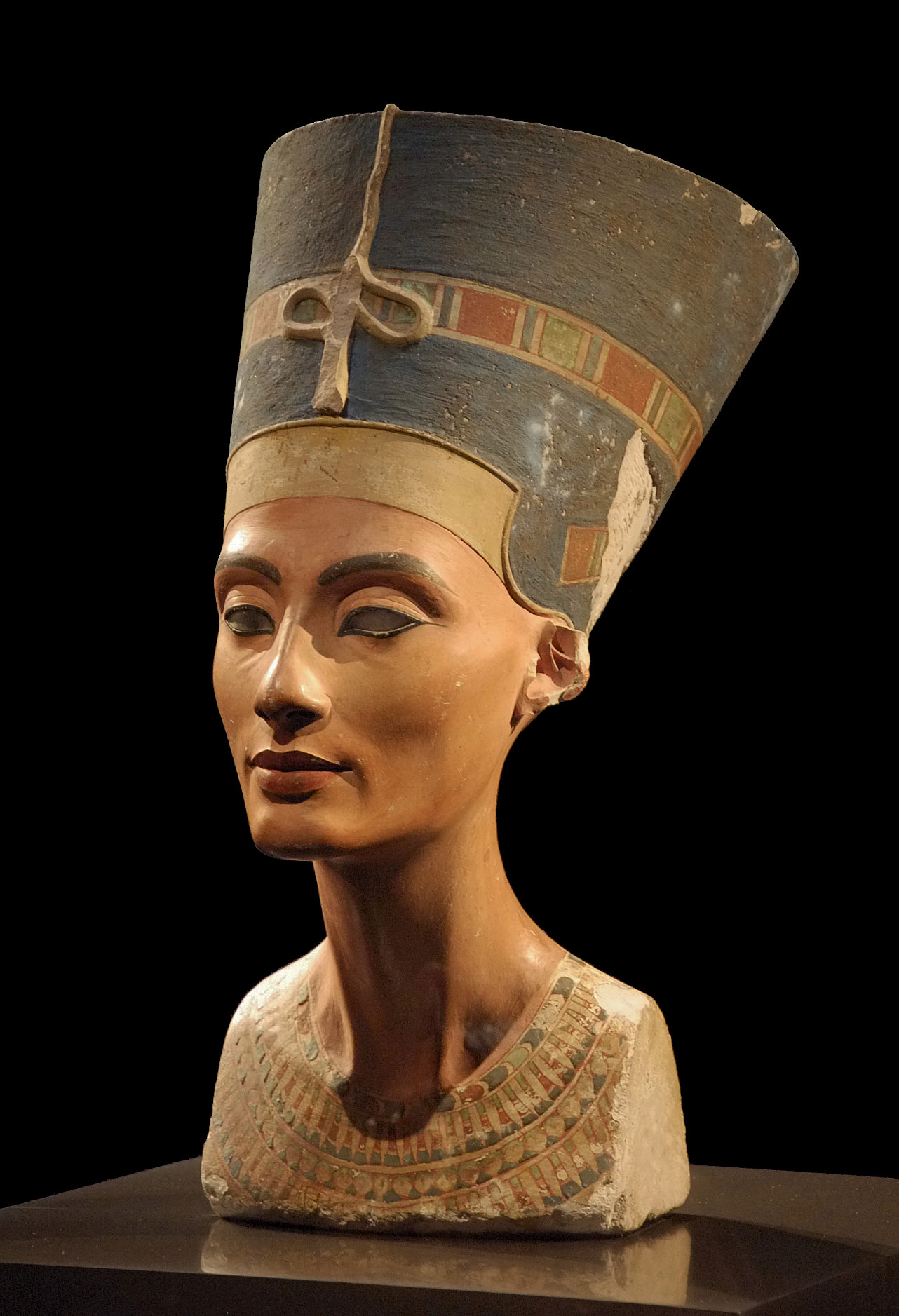
مجسمه نیم تنه ملکه مصری نفرتیتی که استفاده از خط چشم ساخته شده از سرمه را نشان می دهد.

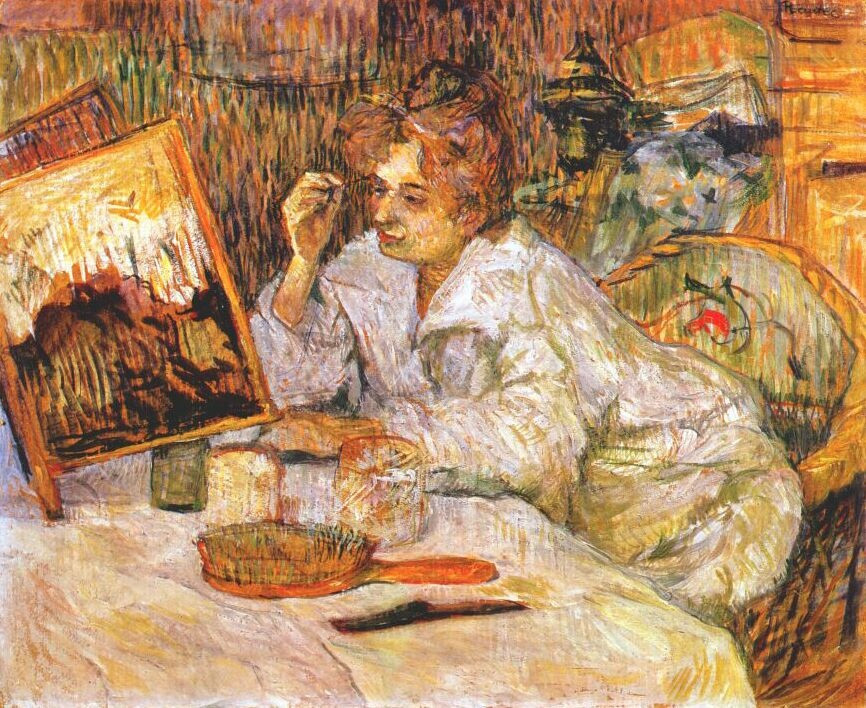
نقاشی 1889 Henri de Toulouse-Lautrec از زنی در حال استفاده از لوازم آرایشی برای صورت

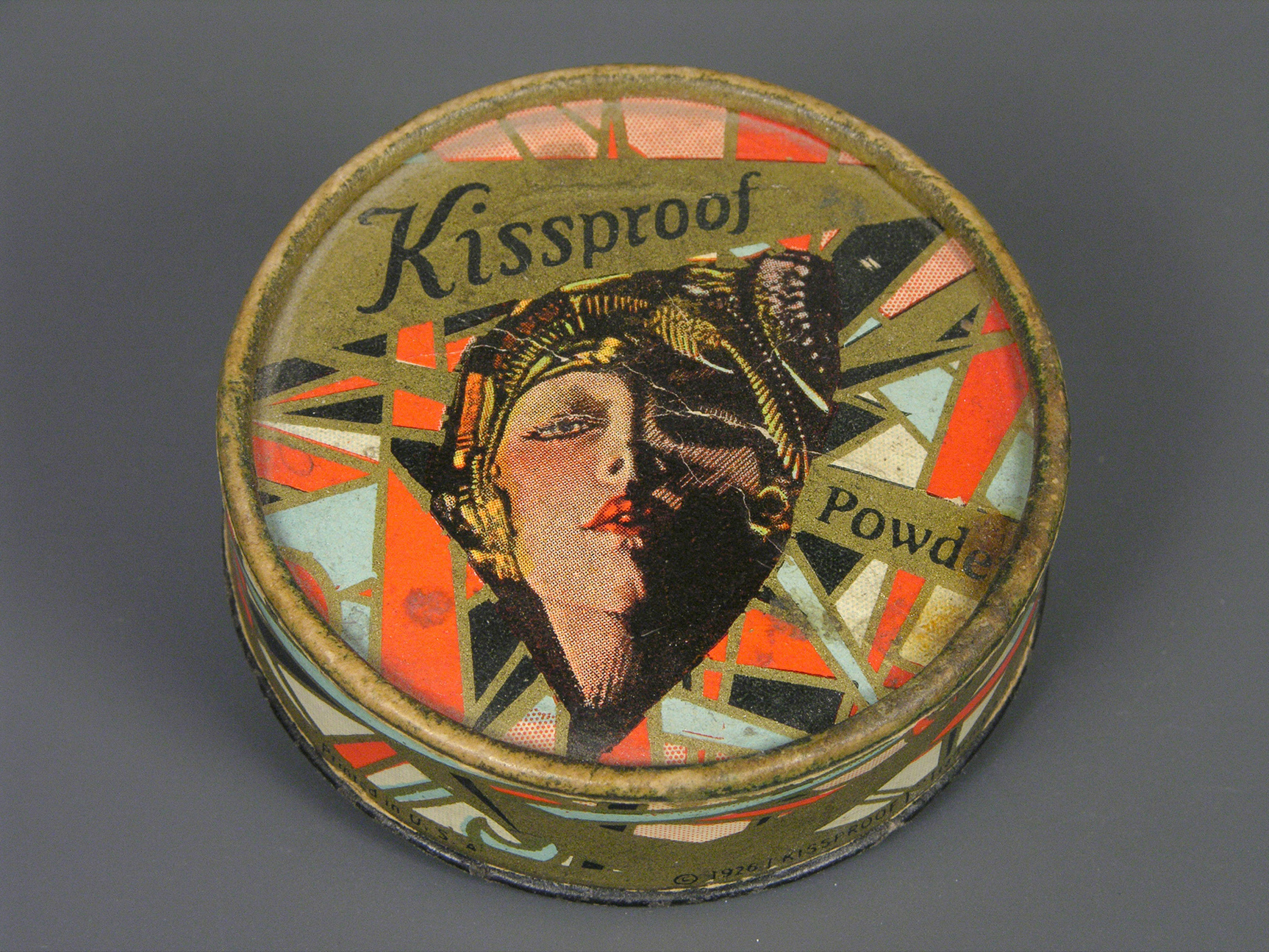
پودر صورت برند "Kissproof" محصول 1926، از مجموعه دائمی Museo del Objeto del Objeto در مکزیکو سیتی

### آرایش و تزیین پوست در دوران ماقبل تاریخ
زینت بدن خود احتمالاً به قدمت بشریت است و اولین بار برای اهداف شمنی و آیینی به عنوان بخشی از آیین های باروری در آن زمان جشن گرفته می‌شد. صدف‌های ساخته شده از گوتیت زرد، هماتیت قرمز و پیریت سیاه در ۵۰۰۰۰ سال پیش توسط نئاندرتال‌ها در اسپانیا به عنوان ظروف برای آرایش استفاده می‌شد.
پیکره‌های انسانی در نقاشی‌های غار در سراسر جهان به وضوح تزئینات پوستی را نشان می‌دهد که نشان می‌دهد مردم آن زمان رنگ سر و بدن هم می‌پوشیدند. همچنین بر روی مجسمه‌های یافت شده مانند ونوس فون ویلندورف، بقایای رنگ ساخته شده از اخر، سفید گچی و خاکستر شناسایی شد که به وضوح می‌توان به تزئینات پیکره اختصاص داد. آنها هنوز بخشی از بیان فرهنگی مردمان مختلف آفریقا مانند ماسایی‌ها و نوبا و همچنین در میان مردم استرالیا و میکرونزی هستند. تزیینات پوستی که به ندرت با رنگ آمیزی شده با برش‌ها یا بخیه‌های تزیینی ترکیب می‌شدند (ترکیب شدن به عنوان سوراخ کردن و نام تجاری که به تازگی در کشورهای غربی مد شده‌است) و در نتیجه زخم‌های تزئینی (Nuba) یا خالکوبی (مائوری در نیوزیلند به نام تا moko) یا سوراخ کردن (Maasai) ایجاد می‌شود. , لب بشقاب زنانه) ترکیبی.
جالب است که نوع تزئینات پوست هر چه بیشتر مردم به سمت شمال جهان پیشروی می‌کردند رنگ و نقش بیشتری پیدا می‌کرد و زخم‌های تزئینی از بین می‌رفت. به عنوان مثال، جای زخم‌های تزئینی در میان وایکینگ‌ها به سختی شناخته شده بود، در حالی که خالکوبی‌های رنگی در میان مردم آفریقا که خالکوبی‌های زخم را ترجیح می‌دادند، کم یا اصلاً شناخته شده نبود. دلیل این امر احتمالاً سازگاری با تغییرات رنگ پوست است. خالکوبی‌های چشمگیر را می‌توان از طریق کشف اجساد مومیایی شده به ویژه اجساد باتلاقی به اثبات رساند. مرد نوسنگی (" اوتزی ") که در کوه‌های آلپ اوتزتال کشف شد، همچنین دارای خالکوبی‌هایی به شکل خطوط موازی به طول چند سانتی‌متر روی مچ دست و مچ پا و صلیب در ناحیه کمر بود. با این حال، محققان در مورد اینکه آیا آنها به عنوان جواهرات متصل شده‌اند یا به دلایل پزشکی مانند نقاط طب سوزنی، اختلاف نظر دارند.

### دوران باستان
از حدود ۲۵۰۰ ق. م شواهدی وجود دارد که در مصر باستان پوست را با پماد و روغن مالیده‌اند تا از تابش شدید خورشید محافظت کنند. زنان مصری نیز از رنگ سرخ برای گونه‌ها و رنگ لب استفاده می‌کردند. برای نگهداری رنگ‌های کرمی از ساقه‌های گیاه استفاده شد. رنگ‌های سبز ساخته شده از مالاکیت (اسپار مس)، رنگ‌های آبی از لاجورد، رنگ‌های سیاه از مخلوط زغال سنگ و روغن، رنگ‌های قرمز از سینابار و پودر گالن (گالن) در حفاری‌ها یافت شد. تأکید بر چشم‌ها در مصر معنای خاصی داشت، زیرا چشم‌ها نمادی برای خدای خورشید Re بودند. رنگ‌های مشکی و سبزی که برای این کار استفاده می‌شد اغلب توسط کشیشان ساخته می‌شد و مانند کژال استفاده می‌شد. دستور العمل‌های مربوطه در معبد ادفو یافت شد.
تنها پس از فتح یونان، زنان رومی به‌طور گسترده از آرایش تزئینی استفاده کردند. برای از بین بردن آن از روغن زیتون یا روغن خر یا الاغ استفاده می‌شد. شیر بز استفاده می‌شود. ریملی که در آن زمان استفاده می‌شد از چوب پنبه سوخته بود. در سال ۲۰۰۳ در حین کاوش‌های باستان‌شناسی در ساوتوارک لندن، کرمی که تصور می‌شود همین هدف را داشته باشد، پیدا شد. این کرم قدیمی‌ترین کرم آرایشی حفظ شده از اروپا در نظر گرفته می‌شود و از مجموعه معبدی اختصاص داده شده به خدای گالو-رومی مریخ / کامولوس در حدود ۱۵۰ پس از میلاد می‌آید. قبل از میلاد که پیدا شد. ظرفی با خامه بسیار خوب که هنوز آثار انگشتان روی سطح آن باقی مانده‌است، به احتمال زیاد به عنوان پیشکش در آنجا قرار داده شده‌است. تجزیه و تحلیل‌های شیمیایی نشان داد که بیشتر از چربی حیوانی، احتمالاً از گاو یا گوسفند، نشاسته و اکسید قلع به شکل کاسیتریت تشکیل شده‌است. این کرم پوشاننده خوبی است که پس از استفاده به خوبی جذب پوست می‌شود و سپس به آرامی رنگ چهره را رنگ می‌کند.

### قرون وسطی و اوایل دوران مدرن
در قرون وسطی، فقط رنگ رنگ پریده زیبا به حساب می‌آمد. به منظور دستیابی به رنگ پریدگی که تا حد امکان بی عیب و نقص باشد، از سرب سفید بسیار سمی استفاده شد که اغلب باعث ایجاد آبسه‌های سخت ترمیم شونده روی پوست صورت می‌شد. در دوران رنسانس، رنگ‌آمیزی گونه‌ها و لب‌ها دوباره توسط الیزابت اول در انگلستان و کاترین دو مدیچی در فرانسه رایج شد. رنگ لب قرمز از cochineal نشأت می‌گیرد، رنگ قرمزی که از حشره فلس‌های cochineal مشتق می‌شود. در هفدهم در قرن نوزدهم، تکه‌های زیبایی، تکه‌های کوچک دوخته شده از چرم، ابریشم یا مخمل، بسیار محبوب شدند.
در هجدهم در قرن نوزدهم از اکسید بیسموت، اکسید جیوه، اکسید قلع و تالک علاوه بر اکسید سرب برای سفید کردن پوست استفاده می‌شد. آرایش قرمز برای لب‌ها و گونه‌ها با گلرنگ، کوشین، چوب سرخ، چوب صندل و سینره رنگ شده بود. علاوه بر این، مو با پومادهای چرب درمان شد تا پودر مو به آن بچسبد. پودر مو بیشتر از نشاسته گندم یا برنج تشکیل شده بود و با زغال خاکستری، بلوند با آخر یا قرمز با یکی از عوامل ذکر شده رنگ می‌شد.

### حاضر
از اواسط ۱۹ در آغاز قرن بیستم، لوازم آرایشی با در نظر گرفتن عواقب احتمالی سلامتی ساخته می‌شوند. استفاده از سرب سفید رو به کاهش است و اکسید روی، دی‌اکسید تیتانیوم، نیترید بور، آرد برنج، تالک و سفیداب جایگزین آن می‌شود. رنگ‌های قرمز از گلرنگ یا کارمین ساخته می‌شوند. همچنین Schnouda، مخلوط بی‌رنگ آلوکسان (تهیه شده از اسید اوریک) با کرم چرب که پوست را قرمز می‌کند، محبوب است. اختراع رژ لب در سال ۱۹۱۵ به صنعت لوازم آرایشی رونق جدیدی بخشید. هزینه لوازم آرایشی به شدت در حال افزایش است. رژ لب، سایه چشم و ریمل از محبوبیت خاصی برخوردار هستند.
پیشگامان در زمینه تولید لوازم آرایشی، باریتون برلینی، لودویگ لیشنر، که اولین آرایش صحنه بدون سرب را در سال ۱۸۷۳ ایجاد کرد، و مکس فاکتور، که همچنین چهره ستارگانی مانند گلوریا سوانسون، گرتا گاربو و جوآن کرافورد را خلق کرد. او همچنین به اختراع واژه «آرایش» نسبت داده شده‌است. الیزابت آردن و هلنا روبینشتاین نیز قابل ذکر هستند.
آرایش چربی که توسط لودویگ لیچنر اختراع شده‌است به عنوان مخلوطی از رنگ و چربی توصیف می‌شود. لودویگ لیچنر آخرین بار در سال ۱۹۸۲ در عنوان آمریکایی جیمز باند توسط جان گاردنر ذکر شد. نویسنده در این کتاب یک متخصص گریم و مبدل در نیویورک را توصیف می‌کند که در قرن نوزدهم با خواننده مشهور واگنر، لودویگ لیچنر، رابطه مشکوکی داشت. قرن در زمان، مخترع گریس گریس تئاتر.

## اشکال آرایش

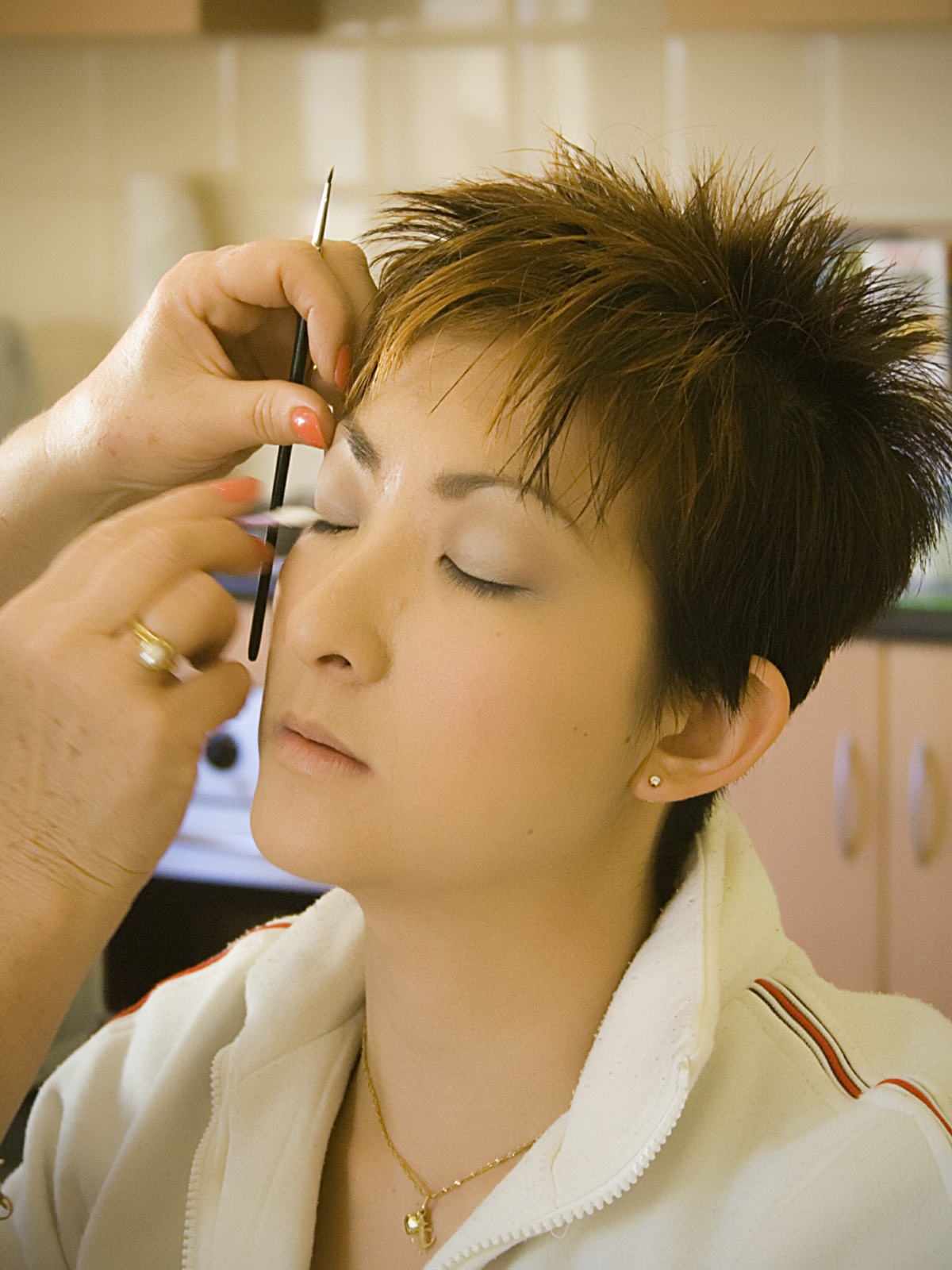
سایه چشم زده می شود

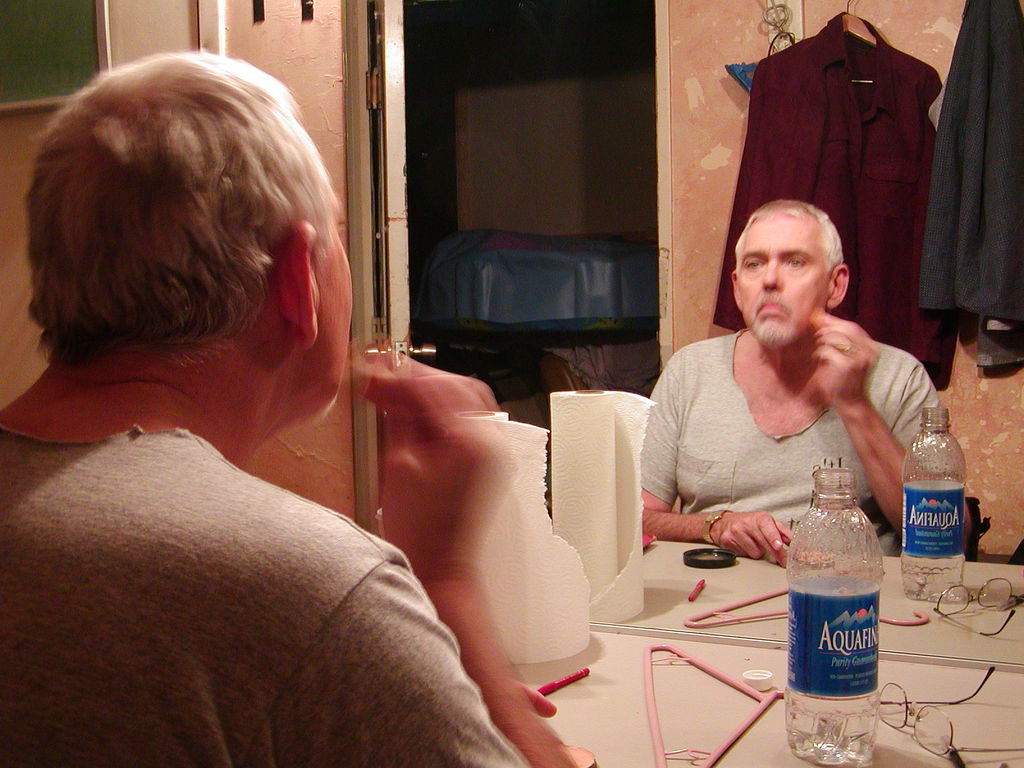
برادوی بازیگر جیم بروچو قبل از شب افتتاحیه یک نمایش گریم می کند.

### پنهان کردن آرایش
آرایش پنهان، که به آن استتار نیز می‌گویند، عمدتاً برای پوشاندن عیوب پوست استفاده می‌شود. این می‌تواند صرفاً آرایشی یا پزشکی باشد.

#### لوازم آرایشی
آرایش آرایشی (معمولاً به عنوان لوازم آرایشی تزئینی یا میکاپ نامیده می‌شود) یک زینت تزئینی بدن است و عموماً برای افزایش درخشندگی یک فرد طراحی شده‌است. محصولات آرایشی معمولی آرایش صورت، سایه چشم، رژ لب و لاک ناخن هستند. از آرایش برای تأکید بر جذابیت شخصی و پنهان کردن هرگونه لک و ایراد مانند چین و چروک یا تغییر رنگ پوست (مثلاً B. Couperose). این آرایش عمدتاً توسط زنان استفاده می‌شد، اما به‌طور فزاینده ای توسط مردان نیز استفاده می‌شد. آرایش تزئینی بیشتر به روند مد مربوطه و نوع ظاهر گره خورده‌است.

#### پزشکی
آرایش طبی بیشتر برای پنهان کردن تغییرات پوستی ناخوشایند مانند جای زخم سوختگی، سوختگی‌های شیمیایی، لکه‌های پوره، خال‌های بزرگ، خالکوبی‌های پشیمان شده یا موارد مشابه استفاده می‌شود. هزینه‌ها معمولاً توسط بیمه درمانی پوشش داده می‌شود. در این بین، به عنوان بخشی از درمان‌های پیشرونده لیزر و پیوند پوست، درمان با آن برای حل دائمی مشکلات به جای پوشاندن همیشه، غالب شده‌است. استتار فقط برای اسکارهای سرسخت و عمیق استفاده می‌شود، گاهی اوقات حتی می‌توان از پروتزهای سیلیکونی پیچیده استفاده کرد.

### فیلم و سینما
در روزهای ابتدایی فیلم در دوران فیلم صامت، گریم سینمایی همچنان بسیار در سنت گریم تئاتر بود و به شیوه ای بسیار سبک استفاده می‌شد. بعدها، گریم فیلم با گرایش‌های مد مربوطه اقتباس شد و حتی توانست برخی را از طریق رسانه فیلم (باربارلا، پالپ فیکشن) آغاز کند. مدل‌های معروفی مانند مرلین مونرو یا گرتا گاربو به نمادهای فیلم تبدیل شدند و بالعکس. فیلم‌هایی مانند آخرالزمان اکنون حتی توانستند ژانرهای مختلف «آرایش» را با هم ترکیب کنند. فرانسیس فورد کاپولا نه تنها به سرهنگ دیوانه کورتز (مارلون براندو) با آرایش جنگی سبز و سیاه استتارش چیزی نظامی می‌دهد، بلکه چیزی شیطانی نیز می‌دهد، زیرا گریم بر اساس گریم دوران فیلم صامت است.

### تئاتر
در تئاتر اروپا، گریم صحنه به عنوان تقویت کننده بیان هنری تلقی می‌شد و می‌شود، خواه این نفی کامل ویژگی‌های چهره شخصی بازیگر باشد، مانند پانتومیم، دلقک و طنز. در تئاتر اروپا اجرای صحنه‌ای وجود داشته و دارد که از درک اجتماعی نقش‌ها یا کهن الگوها پیروی می‌کند، مانند افراد ساده لوح یا قدیمی که باید بر اساس آن گریم شوند. گریم تئاتر و گریم کارناوال باید شرایط خاصی را داشته باشد. آرایش تئاتر برای جبران نورهای روشن صورت را تیره می‌کند و معمولاً ضدآب است. پس از اجرا، معمولاً با پاک کننده‌های چرب پاک می‌شود. گریم در ورزش رقص نیز از اهمیت ویژه ای برخوردار است، به طوری که در اینجا، مانند کشتی ، انتقال به گریم تئاتر روان است، زیرا مخاطب با نقاشی بدن نیز متحرک می‌شود.
برخلاف تئاتر اروپایی، در تئاتر کابوکی ژاپن، لباس‌ها و گریم‌ها بر اساس قوانین تعیین شده و درک نمادین انتخاب می‌شوند. در رقص‌های کلاسیک هندی که مانند Bharatanatyam برای سرگرمی استفاده می‌شود، صورت به منظور تأکید بر حرکات چشم و حالات چهره که برای بیان زیبایی‌شناختی احساسات تعیین‌کننده هستند، ساخته می‌شود (سانسکریت bhava). هر دو با استفاده از فهرست چند صد ساله فرم‌ها آموخته می‌شوند.
گریم کارکرد دیگری در تئاترهای آیینی مذهبی هند مانند کوتیاتام، کاتاکالی و یاکشاگانا دارد. در آنجا گریم مانند ماسکی است که آدم روزمره را می‌پوشاند و در یک فرایند پیچیده و زمان بر، تا حد زیادی به بازیگر کمک می‌کند تا با نقشش همذات پنداری کند. در آیین رقص تیام که در شمال ایالت کرالای هند اجرا می‌شود، فرایند آرایش تقریباً دو ساعته به اجراکننده این امکان را می‌دهد که توسط خدا تسخیر شود تا در طول اجرای خود تجسم یابد، به طوری که فداییان او را به عنوان یک حالت موقت پرستش کنند. تجلی آن خدا

### آرایش فرهنگی
رنگ‌آمیزی و/یا علامت‌های رنگی پوست همیشه نشانه تعلق به یک گروه قومی، مذهبی، اجتماعی، بلکه موسیقی، فرهنگی یا امروزه خرده‌فرهنگی بوده‌است. اینگونه است که افرادی که به نو رمانتیک، گوتیک یا گوتیک پیوسته‌اند، خود را شناسایی می‌کنند به صحنه ویژوال کی یا پانک نیز نسبت داده می‌شود که با آرایش بسیار عالی مشخص می‌شود.
در ژاپن به عنوان مثال به عنوان مثال، گیشاها برای تشخیص خود از زنان «عادی» از آرایش نیز استفاده می‌کردند.

### آرایش رزمی
در اروپا، سلت‌ها و وایکینگ‌ها، ترجیحاً در نبردهای جنگی، رنگ پوست و بدن آشکار می‌پوشیدند، هم برای ترساندن حریفان با چهره‌های رنگ‌آمیزی و هم با این باور که رنگ پوستی که قبلاً توسط شمن روستا برکت داده شده بود، آنها را آسیب‌ناپذیر می‌کند. این پدیده که در تعدادی از فیلم‌های هالیوود شناخته شده‌است، در آمریکای شمالی در میان سرخپوستان سیو و ایروکوئی، در آمریکای مرکزی و جنوبی در میان آزتک‌ها و مایاها یا در میان مردمان جنگ آسیایی مانند سکاها و هون‌ها توصیف شده‌است.
آرایش استتار عمدتاً برای مصارف استتار استفاده می‌شود و بسته به محل استفاده آن رنگ‌بندی می‌شود، بنابراین برای استفاده در مناطق کویری به رنگ زرد قهوه‌ای-ماسه‌ای، برای استفاده در جنگل‌ها و مراتع سبز-قهوه‌ای و سفید-خاکستری است. برای استفاده در مناطق یخی و برفی
به خصوص در ایالات متحده آمریکا، برخی از ورزشکاران، به عنوان مثال در فوتبال آمریکایی یا هاکی روی یخ، نوارهای مشکی زیر چشم خود یا به صورت نواری پیوسته روی پل بینی خود رنگ می‌کنند. از یک طرف، این امر باعث کاهش اثر خیره کننده نور خورشید بر روی گونه‌های عرق شده می‌شود. از سوی دیگر، از آن به عنوان یک ظاهر طراحی برای «خطرناک تر به نظر رسیدن» نیز استفاده می‌شود. سیاه‌بازان نیز نوارهایی را روی خود نقاشی می‌کنند که با رنگ‌های روشن راه‌اندازی می‌کنند. مبارزان کشتی اغلب تمام بدن خود را با رنگ رنگ می‌کنند.

## ادبیات
- کریستین ژانکه (ed.): روی صورت‌ها اعمال شود. استدلال برای آرایش. Jonas Verlag, Marburg 2006, ISBN 978-3-89445-365-7.
- آرایش . در: واژگان مکالمه بزرگ مایر. ۶. چاپ، هفدهم ج ۱۹۰۹ ص ۹۰۷ ج.
- Wilfried Umbach: لوازم آرایشی و بهداشتی. ۳. نسخه ۲۰۰۴، Wiley-VCH Verlag, Weinheim, pp. 316-336, ISBN 3-527-30996-9.
- یوتا جی. پویگر: در جستجوی خود واقعی. فمینیسم، زیبایی و صنعت آرایشی در آلمان از دهه ۱۹۷۰. در: پژوهش‌های تاریخی معاصر ۱4 (1396)، صص ۲۸۶–۳۱۰.

## لینک‌های وب
- مطالعه بازار در مورد لوازم آرایشی تزئینی (وضعیت ۲۰۰۵) (فایل PDF؛ ۱۹۳ کیلوبایت)
- یاوران زیبایی - لوازم آرایشی در روکوکو و امپراتوری
- درباره اسرار توالت زنان متاخر روم